# Campionati del mondo di mountain bike - Cross country femminile Elite
Il cross country femminile Elite è una delle prove inserite nel programma dei campionati del mondo di mountain bike. Si corre sin dalla prima edizione, quella del 1990.

## Albo d'oro
Aggiornato all'edizione 2024.
| Anno | Vincitrice             | Seconda                | Terza                  |
| ---- | ---------------------- | ---------------------- | ---------------------- |
| 1990 | Juli Furtado           | Sara Ballantyne        | Ruthie Matthes         |
| 1991 | Ruthie Matthes         | Eva Orvošová           | Silvia Fürst           |
| 1992 | Silvia Fürst           | Alison Sydor           | Ruthie Matthes         |
| 1993 | Paola Pezzo            | Jeannie Longo          | Ruthie Matthes         |
| 1994 | Alison Sydor           | Susan DeMattei         | Sara Ballantyne        |
| 1995 | Alison Sydor           | Silvia Fürst           | Chantal Daucourt       |
| 1996 | Alison Sydor           | Ruthie Matthes         | Maria Paola Turcutto   |
| 1997 | Paola Pezzo            | Nadia De Negri         | Marga Fullana          |
| 1998 | Laurence Leboucher     | Gunn-Rita Dahle        | Alison Sydor           |
| 1999 | Marga Fullana          | Alison Sydor           | Paola Pezzo            |
| 2000 | Marga Fullana          | Alison Sydor           | Paola Pezzo            |
| 2001 | Alison Dunlap          | Alison Sydor           | Sabine Spitz           |
| 2002 | Gunn-Rita Dahle        | Anna Szafraniec        | Sabine Spitz           |
| 2003 | Sabine Spitz           | Alison Sydor           | Irina Kalent'eva       |
| 2004 | Gunn-Rita Dahle        | Maja Włoszczowska      | Alison Sydor           |
| 2005 | Gunn-Rita Dahle        | Maja Włoszczowska      | Petra Henzi            |
| 2006 | Gunn-Rita Dahle        | Irina Kalent'eva       | Marie-Hélène Prémont   |
| 2007 | Irina Kalent'eva       | Sabine Spitz           | Wang Jingjing          |
| 2008 | Marga Fullana          | Sabine Spitz           | Irina Kalent'eva       |
| 2009 | Irina Kalent'eva       | Lene Byberg            | Willow Koerber         |
| 2010 | Maja Włoszczowska      | Irina Kalent'eva       | Willow Koerber         |
| 2011 | Catharine Pendrel      | Maja Włoszczowska      | Eva Lechner            |
| 2012 | Julie Bresset          | Gunn-Rita Dahle Flesjå | Georgia Gould          |
| 2013 | Julie Bresset          | Maja Włoszczowska      | Esther Süss            |
| 2014 | Catharine Pendrel      | Irina Kalent'eva       | Lea Davison            |
| 2015 | Pauline Ferrand-Prévot | Irina Kalent'eva       | Jana Belomoina         |
| 2016 | Annika Langvad         | Lea Davison            | Emily Batty            |
| 2017 | Jolanda Neff           | Annie Last             | Pauline Ferrand-Prévot |
| 2018 | Kate Courtney          | Annika Langvad         | Emily Batty            |
| 2019 | Pauline Ferrand-Prévot | Jolanda Neff           | Rebecca McConnell      |
| 2020 | Pauline Ferrand-Prévot | Eva Lechner            | Rebecca McConnell      |
| 2021 | Evie Richards          | Anne Terpstra          | Sina Frei              |
| 2022 | Pauline Ferrand-Prévot | Jolanda Neff           | Haley Batten           |
| 2023 | Pauline Ferrand-Prévot | Loana Lecomte          | Puck Pieterse          |
| 2024 | Puck Pieterse          | Anne Terpstra          | Martina Berta          |

## Medagliere
| Pos.   | Nazione       | Oro | Argento | Bronzo | Totale |
| ------ | ------------- | --- | ------- | ------ | ------ |
| 1      | Francia       | 8   | 2       | 1      | 9      |
| 2      | Canada        | 5   | 5       | 5      | 15     |
| 3      | Stati Uniti   | 4   | 4       | 9      | 17     |
| 4      | Norvegia      | 4   | 3       | 0      | 7      |
| 5      | Spagna        | 3   | 0       | 1      | 4      |
| 6      | Russia        | 2   | 4       | 2      | 8      |
| 7      | Svizzera      | 2   | 3       | 5      | 10     |
| 8      | Italia        | 2   | 2       | 5      | 9      |
| 9      | Polonia       | 1   | 5       | 0      | 6      |
| 10     | Germania      | 1   | 2       | 2      | 5      |
| 11     | Paesi Bassi   | 1   | 2       | 1      | 4      |
| 12     | Danimarca     | 1   | 1       | 0      | 2      |
| 12     | Gran Bretagna | 1   | 1       | 0      | 2      |
| 14     | Rep. Ceca     | 0   | 1       | 0      | 1      |
| 15     | Australia     | 0   | 0       | 2      | 2      |
| 16     | Cina          | 0   | 0       | 1      | 1      |
| 16     | Ucraina       | 0   | 0       | 1      | 1      |
| Totale | Totale        | 35  | 35      | 35     | 105    |

| Pos. | Atleta                 | Oro | Argento | Bronzo | Totale |
| ---- | ---------------------- | --- | ------- | ------ | ------ |
| 1    | Pauline Ferrand-Prévot | 5   | 0       | 1      | 6      |
| 2    | Gunn-Rita Dahle        | 4   | 2       | 0      | 6      |
| 3    | Alison Sydor           | 3   | 5       | 2      | 10     |
| 4    | Marga Fullana          | 3   | 0       | 1      | 4      |
| 5    | Irina Kalent'eva       | 2   | 4       | 2      | 8      |
| 6    | Paola Pezzo            | 2   | 0       | 2      | 4      |
| 7    | Julie Bresset          | 2   | 0       | 0      | 2      |
| 7    | Catharine Pendrel      | 2   | 0       | 0      | 2      |
| 9    | Maja Włoszczowska      | 1   | 4       | 0      | 5      |
| 10   | Sabine Spitz           | 1   | 2       | 2      | 5      |
| 11   | Jolanda Neff           | 1   | 2       | 0      | 3      |
| 12   | Ruthie Matthes         | 1   | 1       | 3      | 5      |
| 13   | Annika Langvad         | 1   | 1       | 0      | 2      |
| 14   | Puck Pieterse          | 1   | 0       | 1      | 2      |
| 15   | Kate Courtney          | 1   | 0       | 0      | 1      |
| 15   | Evie Richards          | 1   | 0       | 0      | 1      |